# Macropygia timorlaoensis
La tórtola cuco de Tanimbar (Macropygia timorlaoensis) es una especie de ave columbiforme de la familia Columbidae endémica de las islas Tanimbar. Anteriormente era tratada como subespecie de la tórtola cuco grande (Macropygia magna)  pero en la actualidad es considerada una especie separada.